# Oscar Galíndez
Oscar Saúl Galíndez (Rio Tercero, 5 juni 1971), is een professioneel Argentijns triatleet en duatleet. Zijn beste prestatie is het behalen van de wereldtitel op de duatlon.
In 1986 is hij begonnen met de triatlonsport. In 1995 werd Galíndez in Cancún wereldkampioen duatlon op de korte afstand met een tijd van 1:43.19.
Galíndez deed in 2000 mee aan de eerste triatlon op de Olympische Zomerspelen van Sydney. Daar behaalde hij een 40e plaats met een tijd van 1:53.44,63.

## Persoonlijk records
- 1 km hardlopen 2.38
- 400 m zwemmen 4.51

## Titels
- Wereldkampioen duatlon op de korte afstand: 1995

## Belangrijkste prestaties

### triatlon
- 1992: 19e WK olympische afstand in Huntsville - 1:51.25
- 1995: 11e WK olympische afstand in Cancún - 1:50.58
- 1995:  Pan-Amerikaanse Spelen in Mar del Plata - 1:52.10
- 1999: 12e Pan-Amerikaanse Spelen in Winnipeg - 1:50.49
- 1999: 43e WK olympische afstand in Montreal - 1:48.27
- 2000: 40e Olympische Spelen van Sydney - 1:53.44,63
- 2002: 15e Ironman Hawaï - 8:55.00
- 2003:  Ironman Brasil - 8:16.10
- 2003:  Pan-Amerikaanse Spelen in Santo Domingo - 1:52.59
- 2003: 23e Ironman Hawaï - 8:55.06
- 2004:  Ironman Brasil - 8:30.58
- 2004: 52e Ironman Hawaï - 9:45.12
- 2005: 11e Ironman Hawaï - 8:29.50
- 2006: 13e Ironman Hawaï - 8:33.24
- 2007:  Ironman Brasil - 8:21.09
- 2007:  WK Ironman 70.3 in Clearwater  - 3:42.37
- 2008:  Ironman 70.3 Pucon - 4:03.25
- 2008:  Ironman 70.3 Rhode Island - 3:54.04
- 2008:  Ironman 70.3 Cancún - 4:03.10
- 2008: 7e Ironman Western Australia - 8:27.28
- 2009: 7e Ironman France - 9:08.26
- 2009: 23e WK Ironman 70.3 - 3:44.45

### duatlon
- 1995:  WK korte afstand in Cancún - 1:43.19

1990: Kenny Souza ·
1991: Matt Brick ·
1992: Matt Brick ·
1993: Greg Welch ·
1994: Normann Stadler ·
1995: Oscar Galíndez ·
1996: Andrew Noble ·
1997: Jonathan Hall ·
1998: Yann Millon ·
1999: Yann Millon ·
2000: Benny Vansteelant ·
2001: Benny Vansteelant ·
2002: Tim Don ·
2003: Benny Vansteelant ·
2004: Benny Vansteelant ·
2005: Paul Amey ·
2006: Leon Griffin ·
2007: Paul Amey ·
2008: Rob Woestenborghs ·
2009: Jarrod Schoemaker ·
2010: Bart Aernouts ·
2011: Roger Roca ·
2012: Emilio Martín ·
2013: Rob Woestenborghs ·
2014: Benoît Nicolas ·
2015: Emilio Martín